# جلال قریطم
جلال قریطم (عربی: جلال قريطم؛ ژانویه ۱۹۱۳ – ۳۰ اکتبر ۱۹۶۱ ) ورزشکار فوتبال اهل مصر بود.
از باشگاه‌هایی که در آن بازی کرده‌است می‌توان به باشگاه ورزشی زمالک و تیم ملی فوتبال مصر اشاره کرد.
وی همچنین در تیم ملی فوتبال مصر بازی کرده‌است.